# کیلسوند
کیلسوند (به لاتین: Kilsund) یک منطقهٔ مسکونی در نروژ است که در Moland واقع شده‌است. کیلسوند ۰٫۹۳ کیلومتر مربع مساحت و ۷۱۷ نفر جمعیت دارد و ۲۶ متر بالاتر از سطح دریا واقع شده‌است.